# Couvent des Madelonnettes de Lille
Le couvent des Madelonnettes de Lille, situé au 39, 41 rue de la Barre, est un ancien couvent de l'ordre des filles de Marie Madeleine fondé à Lille en 1481 pour accueillir les filles publiques repenties. Il est inscrit au titre des monuments historiques depuis le 17 mai 1974.
Ce site est desservi par la station de métro Rihour.

## Histoire
En 1481, Jean de Le Cambe, dit Gantois, donne à la ville une propriété rue de la Barre comprenant une maison, un pré et cinq maisonnettes afin « qu’aucune fille de légère vie qui se voudront réduire et oster le péché public eusse lieu convenable ou elles se puissent retraire pour amender leur vie au salut de leur âme ». En 1532, le Magistrat délègue la gestion de l'établissement aux sœurs de la Madeleine (ou Madelonnettes, ou repenties) de Saint-Omer et les autorise à soigner les malades en ville.
En 1763, une maison voisine est achetée pour accueillir les femmes et filles de conduite déréglée dont la séquestration est demandée par les familles. A la Révolution, l'établissement est fermé.
De 1802 à 1967, l'ancien couvent devient le siège de l’Administration des Hospices civils de Lille. Le Ministère de l’Intérieur le rachète pour y installer un Hôtel de Police, mais laisse les bâtiments se dégrader. La ville les reprend dans les années 1990 pour y aménager des bureaux et des logements.

## Description
Les vestiges du couvent comprennent un bâtiment du XVIIe siècle et la façade néoclassique de la chapelle du couvent.